# 크리스테르 헨릭손

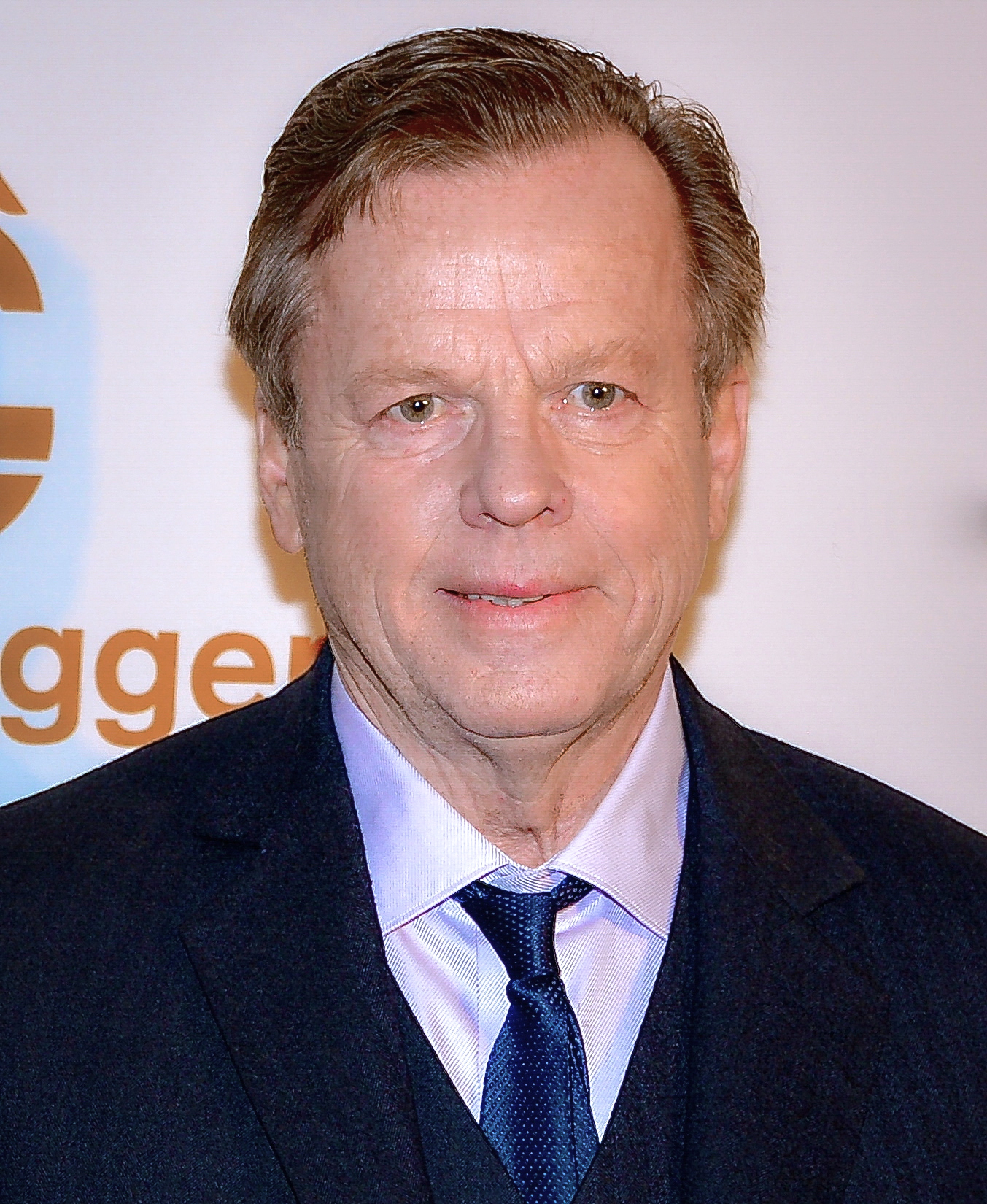

크리스테르 헨릭손(스웨덴어: Krister Henriksson, 1946년 11월 12일 ~ )은 스웨덴의 배우이다.

## 영화
- 월랜더: 더 리벤지 (2012년)
- 솔스톰 (2007년)
- 리컨스트럭션 (2003년)
- 차스키 차스키 2 (2001년)
- 스나이퍼 3 - 라스트 타겟 (2001년)
- 캐빈 피버 (2000년)
- 트로로사 (2000년)
- 크리스마스 오라토리오 (1997년)
- 고모론 (1992년) - 게스트 역
- 암호명 콕 로즈 (1989년)